# 5377 Komori
5377 Komori este un asteroid din centura principală de asteroizi.

## Descriere
5377 Komori este un asteroid din centura principală de asteroizi. A fost descoperit pe 17 martie 1991 la Kiyosato de Satoru Ōtomo și Osamu Muramatsu. Asteroidul prezintă o orbită caracterizată de o semiaxă mare de 2,19 ua, o excentricitate de 0,06 și o înclinație de 3,0° în raport cu ecliptica.